# Apeadeiro de Cordinhã
O Apeadeiro de Cordinhã é uma interface encerrada do Ramal da Figueira da Foz, que servia a localidade de Cordinhã, no distrito de Coimbra, em Portugal.

## Descrição
O edifício de passageiros situa-se do lado norte da via (lado esquerdo do sentido ascendente, a Pampilhosa).

## História
O Ramal da Figueira da Foz foi inaugurado em 3 de agosto de 1882, em com a Linha da Beira Alta, pela Companhia dos Caminhos de Ferro Portugueses da Beira Alta. Cordinhã não constava entre as estações e apeadeiros existentes na linha à data de inauguração, porém, tendo este interface sido criado posteriormente.
Em 1940 estava em funcionamento, estando listado como uma das estações e apeadeiros servidos pelo comboio 32 da Companhia da Beira Alta.
Em 1985 este interface tinha ainda categoria de estação, mas em 2010 era já oficialmente considerado como apeadeiro.
O Ramal da Figueira da Foz foi encerrado ao tráfego ferroviário pela Rede Ferroviária Nacional em 5 de janeiro de 2009, por motivos de segurança. A empresa Comboios de Portugal assegurou, até 1 de janeiro de 2012, um serviço rodoviário de substituição.